# Gouvernement estonien en exil
1944–1992
Entités précédentes :
- République d'Estonie
- RSS d'Estonie

Entités suivantes :
- République d'Estonie

Le gouvernement estonien en exil est l'autorité gouvernementale de la république d'Estonie en exil qui a existé de 1944 jusqu'au rétablissement de la souveraineté estonienne sur son territoire en 1992. Le gouvernement estonien en exil faisait remonter, par succession constitutionnelle, sa légitimité au dernier gouvernement estonien en place avant l'invasion soviétique et l'occupation et annexion des pays baltes de 1940.